# HomeOS
HomeOS era el títol provisional d'un sistema operatiu domòtic desenvolupat a Microsoft Research a principis dels anys 2010. Microsoft Research va anunciar el projecte el 2010 i el va abandonar el 2012.
HomeOS es va comunicar amb Lab of Things, una infraestructura d'Internet de les coses basada en núvol desenvolupada també per Microsoft.
L'eslògan de Microsoft per al seu projecte HomeOS era "Habilitar cases més intel·ligents per a tothom".
L'equip de desenvolupament d'HomeOS de Microsoft ha escrit tres aplicacions de mostra que fan ús de diversos dispositius, inclosa una aplicació "multimedia enganxosa" que reprodueix música a les parts de la casa que estan il·luminades, però no a altres habitacions; una aplicació d'autenticació de dos factors que utilitza àudio de telèfons intel·ligents i imatges d'una càmera de la porta principal per encendre llums quan s'identifica un usuari; i un navegador de casa per veure i controlar l'accés d'un usuari a tots els dispositius d'una casa.
Alguns membres del personal que van treballar en el projecte van citar l'enfocament del CEO de Microsoft, Steve Ballmer, en les aplicacions empresarials, el programari de productivitat i la computació en núvol com la raó del desenvolupament aturat.